# Бай-Хаакский сумон
Бай-Хаакский сумон, сумон Бай-Хаак — административно-территориальная единица (сумон) и муниципальное образование со статусом сельского поселения в Тандинском кожууне Тывы Российской Федерации.
Административный центр и единственный населённый пункт сумона — село Бай-Хаак.

## Население
| 2017 | 2018  |
| ---- | ----- |
| 3152 | ↗3238 |